# Out of Control (Peter Criss)
Out of Control è il secondo album solista dell'ex batterista dei Kiss Peter Criss, pubblicato nel settembre del 1980. L'album riscosse uno scarso successo di vendite, e fu ristampato in CD solo nel 1997. L'ultima traccia dell'album è una cover della nota canzone As Time Goes By, di cui Peter Criss canta soltanto le prime due righe della prima strofa.
La donna ritratta nella parte inferiore sinistra della copertina è Debra Jensen, la allora moglie di Peter Criss.

## Tracce
1. By Myself (Peter Criss, Stan Penridge, David Wolfert) – 3:36
2. In Trouble Again (Criss, Penridge) – 3:22
3. Where Will They Run? (Criss, Penridge) – 3:54
4. I Found Love (Criss, Penridge, Wolfert) – 3:30
5. There's Nothing Better (Criss, Penridge) – 3:34
6. Out of Control (Criss, Penridge) – 4:03
7. Words (Criss, Penridge) – 4:44
8. You Better Run (Eddie Brigati, Felix Cavaliere) – 2:42
9. My Life (David Buskin, Criss, Wolfert) – 3:42
10. Feel Like Letting Go (Criss, Penridge) – 5:11
11. As Time Goes By (intro) (Herman Hupfeld) – 0:14

## Formazione
- Peter Criss – voce principale e secondaria, batteria, percussioni
- Stan Penridge – chitarra, voce secondaria
- David Wolfert – chitarra, sintetizzatore
- Tony Mercandante – basso, voce secondaria
- Stu Woods – basso
- Benny Harrison – sintetizzatore, tastiere, voce secondaria
- Ed Walsh – sintetizzatore
- Greg Zanthus Winter – sintetizzatore
- David Buskin – voce secondaria
- George Young – sassofono